# Gottlob Johann Gutekunst

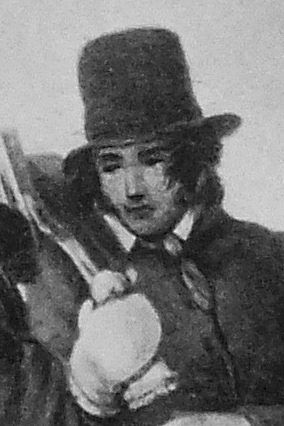
Selbstbildnis (Ausschnitt aus Übergang über den Sankt Bernhard beim Schneetreiben)

Gottlob Johann Georg Adam Gutekunst (* 25. Januar 1801 in Tübingen; † 11. November 1858 in Stuttgart) war ein württembergischer Maler und Fotograf.

## Leben

### Maler

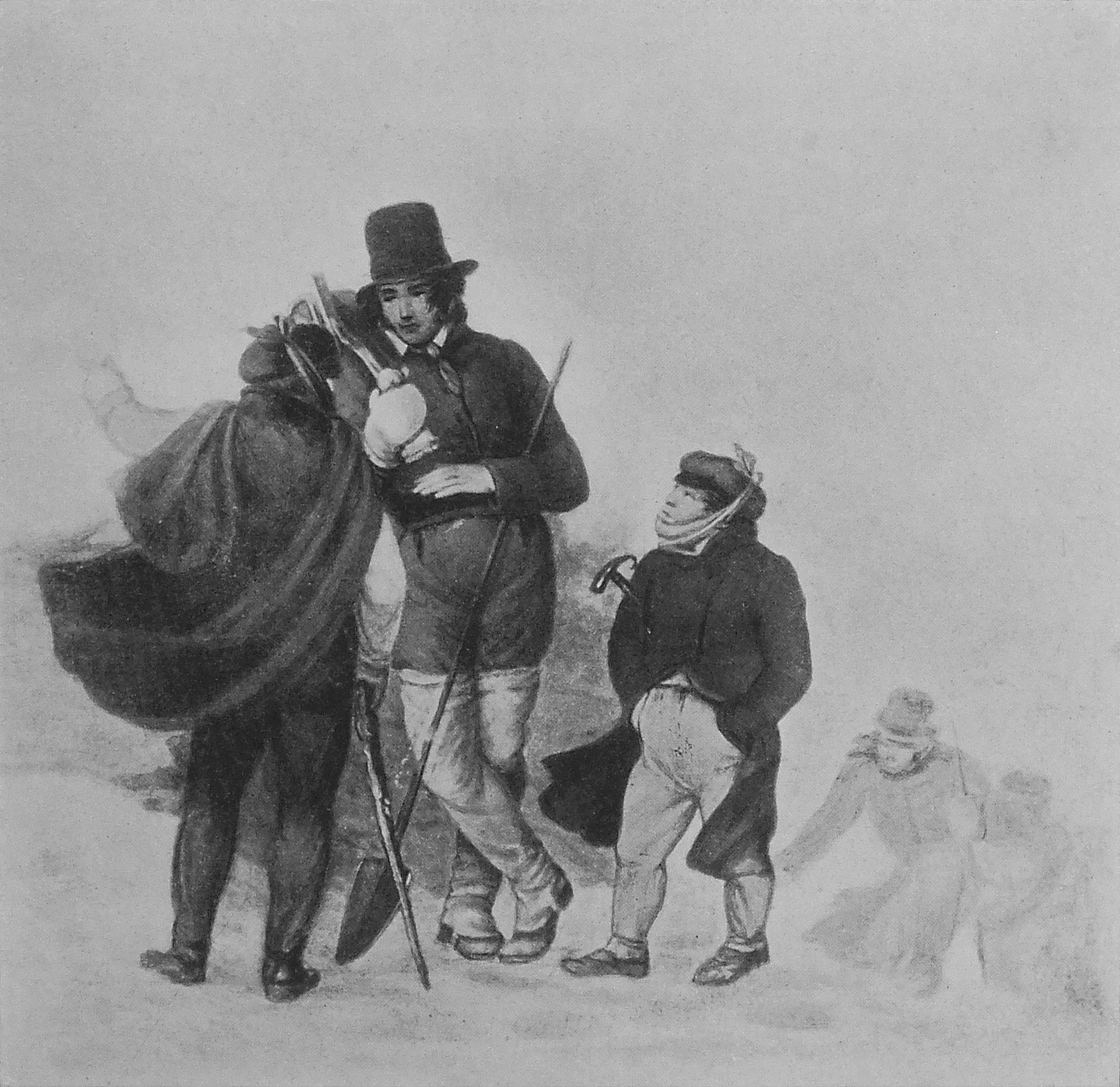
Übergang über den Sankt Bernhard im Schneetreiben (Öl auf Leinen, 1824)

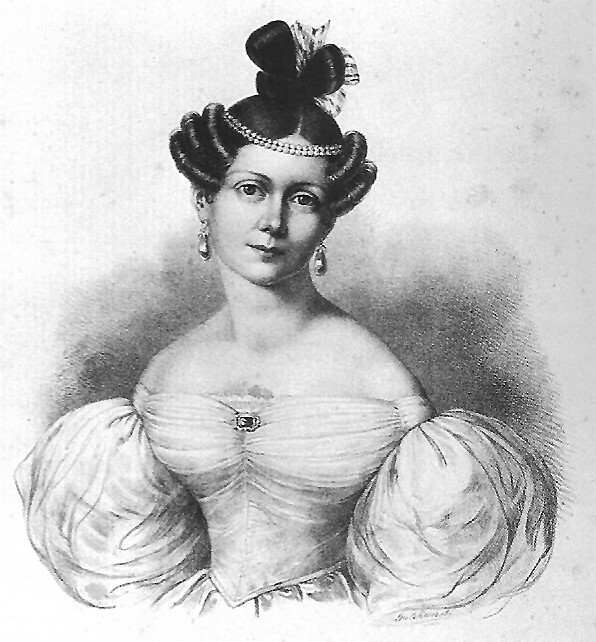
Königin Pauline von Württemberg (Lithographie, ca. 1826)

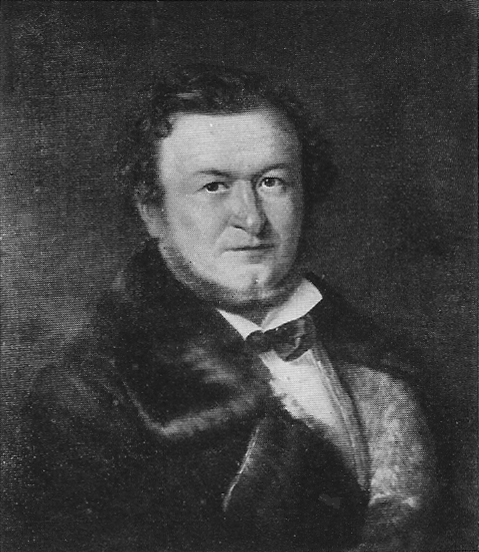
Johann Georg Rupp (Öl auf Leinwand, 1845)

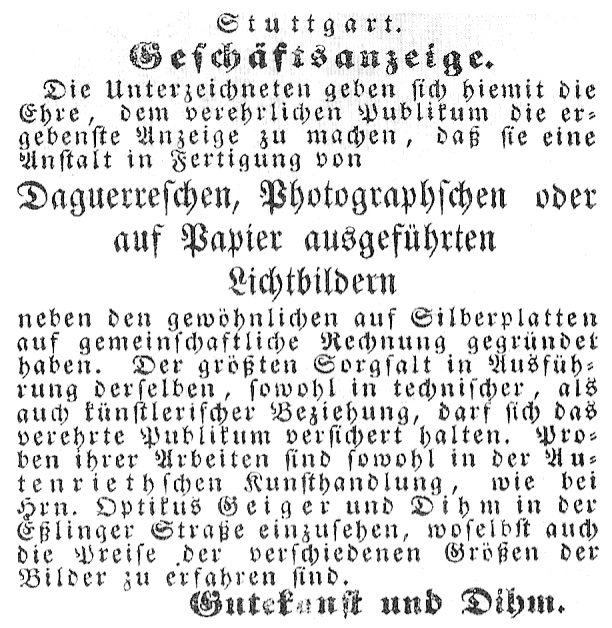
Geschäftsanzeige über Eröffnung eines gemeinsamen Ateliers „Gutekunst und Dihm“, Schwäbische Chronik 7. März 1849

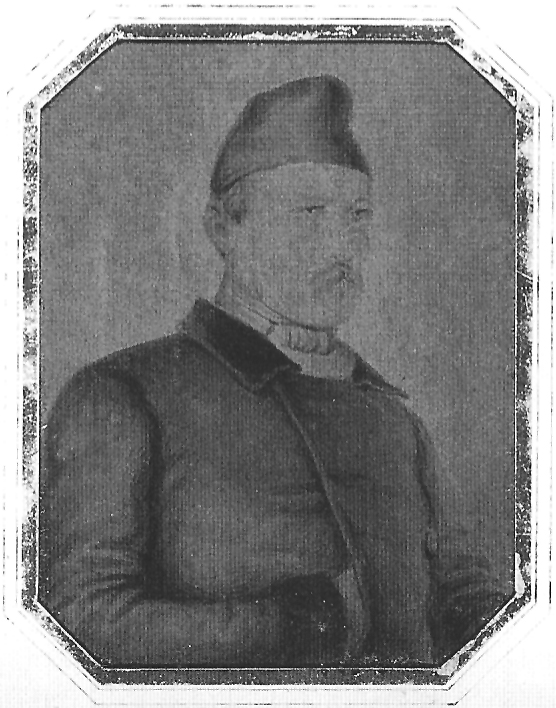
Gutekunst und Dihm: Friedrich Jakob Seitz [Schwiegersohn von Carl Dihm] (Kalotypie, ca. 1849)

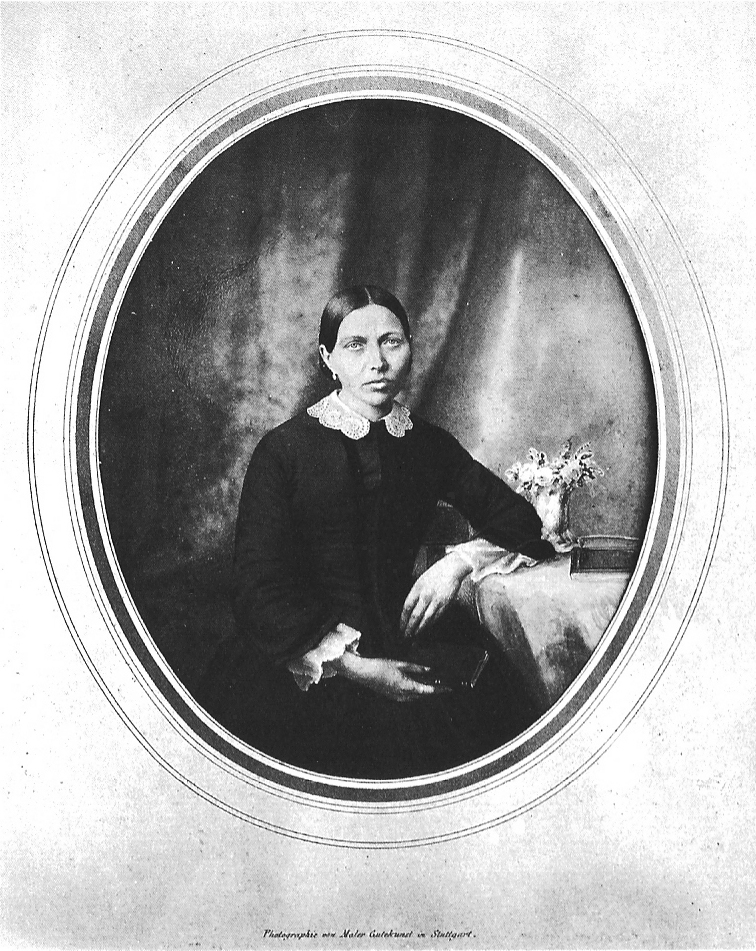
Clara Hoffmann geb. Plank (Salzpapier-Abzug, nach 1850)

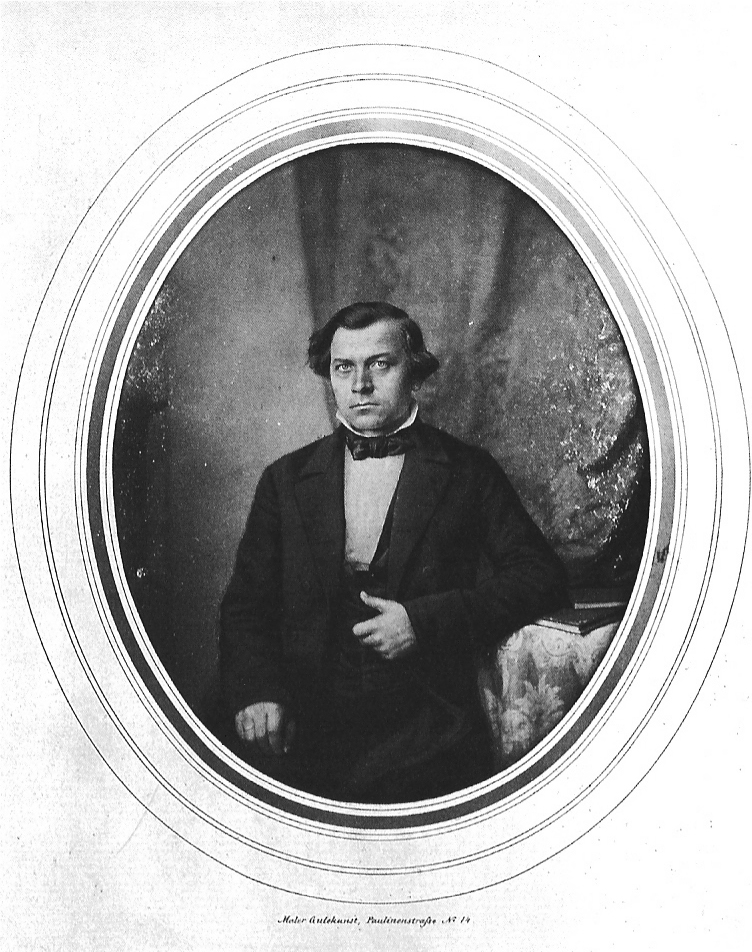
Gustav L. Hoffmann (Salzpapier-Abzug, nach 1850)

Gottlob Johann Gutekunst brachte sich die Malerei im Wesentlichen als Autodidakt bei. Er zog in seiner Jugend nach Stuttgart, wo er auch Unterricht durch Johann Heinrich Dannecker erhielt. Er hatte gute Beziehungen zum Hof des Königs Wilhelm I. Bereits mit 20 Jahren bekam er Porträtaufträge. Sein frühestes bekanntes Gemälde ist das Porträt des Reutlinger Bürgermeisters Johann Georg Knapp von 1822. Der König gewährte ihm ein Reisestipendium, damit er seine Fähigkeiten vervollkommnet. So unternahm Gutekunst in den Jahren 1824 bis 1826 eine Bildungsreise nach Italien, deren Höhepunkt ein einjähriger Aufenthalt in Rom bildete. In Rom gehörte er zum Kreis der Maler Anton Fuchs, Joseph Anton von Gegenbaur und der Bildhauer Theodor Wagner und Bertel Thorvaldsen. In dieser Zeit wandte er sich der Genre- und Historienmalerei zu. Zusammen mit Gegenbaur und Fuchs kehrte er 1826 nach Stuttgart zurück. Kurz nach der Rückkehr entstand sein Porträt der Königin Pauline, das als Lithographie vervielfältigt wurde. Im gleichen Jahr bekam er zusammen mit Joseph Anton von Gegenbaur und Johann Friedrich Dieterich den Auftrag, das Innere des neu erbauten Schlosses Rosenstein mit Fresken auszuschmücken. Dies sollte hinsichtlich des Umfangs und der Qualität sein größtes Werk bleiben. Danach malte er wieder Porträts abwechselnd mit Genregemälden. Unter den Genremalern wird er noch 1837 gelistet. Die geringe kommerzielle Effizienz dieser Sparte zwang ihn, sich ganz dem Porträt, häufig einem Miniaturporträt, zu widmen. Seine Auftraggeber waren die Honoratioren und Bürger aus dem Mittelstand der umliegenden Landstädte, etwa Reutlingen, wo die Anforderungen geringer waren, und nicht das Stuttgarter Publikum.

### Fotograf und Maler
Durch die steigende Beliebtheit der fotografischen Porträts entstand eine Konkurrenz dieser Technik, die ihn zwang, sich mit ihr auseinanderzusetzen. Die Umstellung von der Malerei zur Fotografie vollzog sich bei ihm fließend. Die erste Phase der Erfahrungen mit der Fotografie endete mit dem Entschluss, eine Zusammenarbeit mit dem finanziell angeschlagenen Konditor und erfahrenen Amateur-Daguerreotypisten Carl Dihm zu beginnen. Es ist durchaus möglich, dass Gutekunst Dihm finanziell ausgeholfen hat, dafür aber die Möglichkeit bekam, die Technik der Daguerreotypie und der Papierfotografie schnell zu erlernen. Am 7. März 1849 eröffneten die beiden ein gemeinsames Atelier „Gutekunst & Dihm, Anstalt zur Fertigung von Lichtbildern“, das Porträts sowohl im Daguerreotypie- als auch im Kalotypie-Verfahren anbot. Die Partnerschaft währte nur bis Juni 1850; vielleicht waren Dihms anhaltende finanzielle Schwierigkeiten der Grund für die kurze Dauer der Verbindung. Danach eröffnete Gutekunst ein eigenes Atelier in der Paulinenstraße 14. Er arbeitete dort als Maler und Fotograf bis zu seinem relativ frühen Tod im Alter von 57 Jahren. In dieser Zeit bot er auch Fotos in dem neuen Nasses-Kollodium-Verfahren an. Die Fotos kolorierte er häufig. Dank seiner Malerausbildung hatte er auch auf dem Gebiet der Porträtfotografie eine gewisse Bedeutung. Aus dieser Zeit sind mehrere Aufnahmen erhalten. Er malte jedoch weiter und bevorzugte Aquarellmalerei.

## Kritik
Die Malerei des Gutekunst wird einerseits durch biedermeierliche Gefälligkeit der Formen, andererseits durch schlichte Gegenstandstreue charakterisiert. Er konnte jedoch bei der Darstellung das Biedermeierliche nur selten so gekonnt mit Würde verbinden, wie das Stirnbrand tat. Trotz der schlichten Gegenstandstreue konnte er auch nicht die bewusste Folgerichtigkeit Schnizers und Morffs erreichen. In Genrebildern zeigt er „eine ganz lebendige Erfindungsgabe“, doch seine Porträts sind häufig „arm an Bildgedanken und künstlerischer Schöpfungskraft“. Seine Porträtgemälde sind zumeist schlicht angelegte Gürtelstücke. Sie „sind oft gleichartig und dabei vielfach unfrei, kleinbürgerlich steif, […] die Frauengesichter sind oft drall und leer. Vereinzelte Arbeiten sind dann wieder überraschend frisch und kräftig, wenn auch nicht sehr selbständig, so doch gut gekonnt.“ Zu seinen gelungensten Bildnissen gehört das von dem Baurat Johann Georg Rupp.

## Bekannte Werke (Auswahl)

### Malerei
- 1822 Johann Georg Knapp [Bürgermeister von Reutlingen]
- Carl Friedrich Kielmeyer [Naturwissenschaftler]
- Johann Gottlieb Friedrich Bohnenberger (Elfenbeinminiatur)
- 1824 Übergang über den Sankt Bernhard im Schneetreiben (240 × 240 mm)
- 1826 Königin Pauline von Württemberg (Lithographie; Württembergische Landesbibliothek)
- 1826–29 Amor und Psyche sowie andere Freskogemälde im Schloss Rosenstein in Cannstatt (zerstört während des Zweiten Weltkrieges)
- 1836 Gustav von Breitschwerdt [Regierungsrat]
- 1844 Jakob Noah Fleischhauer [Reutlinger Verleger]
- 1845 Gottlob Georg Barth [Reutlinger Oberbaurat]
- 1845 Wilhelmine Barth geb. Sick [Frau von Gottlob Georg Barth]
- 1845 Johann Georg Rupp [Baurat] (Öl auf Leinwand)

### Fotografie
- 1849 Gutekunst & Dihm: Friedrich Jakob Seitz [Architekt, Schwiegersohn von C. Dihm] (Kalotypie unter Passepartout; Bild: 106 × 79 mm, vollständig: 132 × 118 mm)
- nach 1850 Clara Hoffmann geb. Plank (Salzpapier-Abzug koloriert, 187 × 148 mm, mit Rahmen: 345 × 294 mm)
- nach 1850 Gustav L. Hoffmann (Salzpapier-Abzug koloriert, 186 × 145 mm, mit Rahmen: 345 × 294 mm)
- vor 1856 Ludwig Ernst Konstantin Freiherr von Herda zu Brandenburg [Präsident des Bergrats] (Salzpapier-Abzug koloriert, 185 × 133 mm, mit Rahmen: 287 × 230 mm)
- ca. 1856 Unbekannte Dame (Salzpapier-Abzug koloriert, 135 × 186 mm; Agfa-Foto-Historama, jetzt eingegliedert in Kunst- und Museumsbibliothek der Stadt Köln)
- ca. 1857 Karl von Gärttner [Finanzminister] (Salzpapier-Abzug koloriert, 187 × 135 mm, mit Rahmen: 280 × 226 mm; Stadtarchiv Stuttgart)
- ca. 1857 Eduard von Gärttner [Sohn Karls von Gärttner, späterer Staatsrat] (Salzpapier-Abzug koloriert, 188 × 137 mm, mit Rahmen: 430 × 306 mm; Stadtarchiv Stuttgart)

## Bibliographie
- Joachim W. Siener: Die Photographie und Stuttgart 1839–1900. Von der maskierten Schlittenfahrt zum Hof-Photographen, Edition Cantz : Stuttgart 1989, ISBN 3-89322-150-6
- Werner Fleischhauer: Das Bildnis in Württemberg 1760–1860. Geschichte, Künstler und Kultur, Metzler : Stuttgart 1939
- Friedrich Müller: Die Künstler aller Zeiten und Völker. Band 2, 1860, S. 325